# Kanakanavu

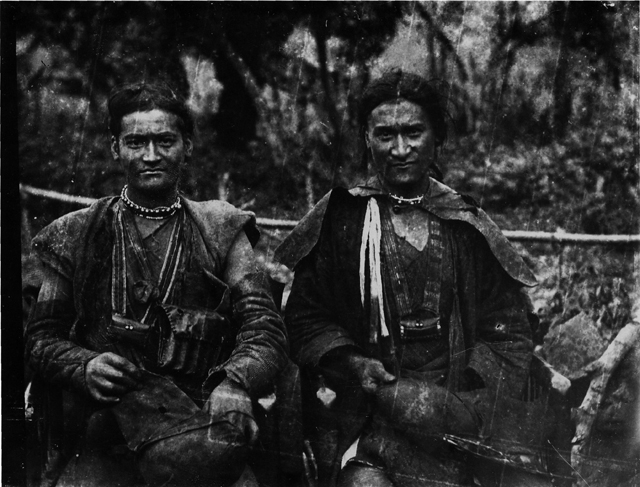
Zwei Kanakanavu (1900)

Das indigene Volk der Kanakanavu (chinesisch: 卡那卡那富族 Kǎnàkǎnàfù zú) lebt heute vor allem im ländlichen Bezirk Namaxia (那瑪夏) der taiwanischen Stadt Kaohsiung (高雄). Das Volk besteht (Stand 2016) aus etwa 290 Menschen.
Die ursprüngliche Sprache der Kanakanavu war Kanakanabu, allerdings sprechen sie heutzutage die Sprache des indigenen Volkes der Bunun (布農). Die Kanakanavu wurden am 26. Juni 2014 offiziell als eines der indigenen Völker Taiwans anerkannt.

## Legenden
Es gibt drei wichtige Legenden bei den Kanakanavu:
Die erste Legende erzählt von einer Überschwemmung, wegen der die Kanakanavu nach Tanungintsu, das in Mitteltaiwan lag, flüchteten. Nach der Überschwemmung kehrten sie nach Tabarana in Südtaiwan zurück.
Die zweite Legende handelt von der Jagd: Um mehr Tiere jagen zu können, siedelte das Volk von der Jianan-Ebene, die im Westen Taiwans liegt, zum Fluss Nanzisian (楠梓仙溪) im Süden Taiwans.
Die dritte Legende berichtet vom Vorrücken der Holländer in die Berggegenden.

## Kultur
Bei der Teilung der Arbeit unterscheiden sich Männer und Frauen. Die Männer sind für die gefährliche Arbeit verantwortlich, die Frauen für die Haushaltsführung. Männer und Frauen betreiben zusammen die Landwirtschaft.

## Feste
Die von den Kanakanavu veranstalteten wichtigsten jährlichen Feste sind:
- Das „Mi-Gong-Fest“, um die Ernte zu feiern. Es dauert fünf Tage. Als Eröffnung des Festes entzünden sie ein Feuer. Während des Festes betätigen sich alle Menschen mit Jagen und Fischen. Für den kühlen Winter sammeln sie auf diese Weise viele Nahrungsmittel. Vor dem Fest müssen sie sich alle besonders reinigen.
- Das „Flussfest“. Es drückt den Dank an die Gnade des Flussgottes und den Respekt und die Liebe für dieses Land aus. Dieses Naturschutz-Konzept ist einzigartig unter den Ritualen.

## Politischer Anerkennungsprozess der Kanakanavu
Am Anfang des 21. Jahrhunderts hofften die Kanakanavu darauf, dass der Name ihres Volkes offiziell anerkannt würde. 1998 waren sie fälschlicherweise von der Organisation der taiwanischen indigenen Völker den Tsou zugeordnet worden.
Sie unterstrichen die Unabhängigkeit ihrer Kultur dadurch, dass sie ihre Sprache und traditionelle Handwerkspraktiken demonstrierten.
Dann beantragten sie 2011 bei der Organisation der taiwanischen indigenen Völker eine Korrektur ihres Namens, woraufhin eine Untersuchung die Kanakanavu am 26. Juni 2014 als ein eigenes Volk bestätigte.